# Michail Fomin

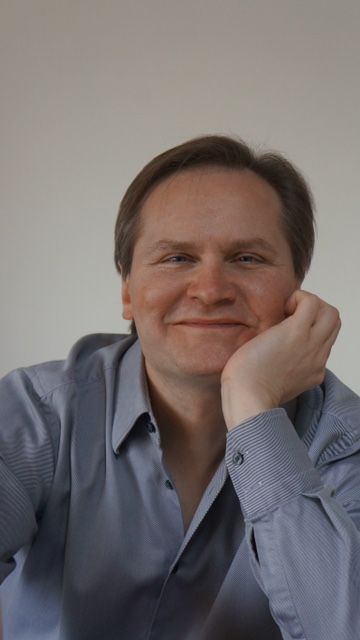
Misha Fomin (2015)

Michail „Misha“ Fomin (russisch: Михаил Фомин; * 29. Dezember 1969 in Naltschik, Sowjetunion) ist ein russischer klassischer Pianist.

## Leben und Wirken
Fomin begann sein Klavierstudium in seinem Geburtsort Naltschik, Südrussland. Er studierte in Moskau am renommierten Gnessin-Institut bei Lina Bulatowa, einer Schülerin von Jelena Fabianowna Gnessina und Heinrich Neuhaus, und schloss mit cum laude ab. Danach war Fomin zwei Jahre lang Assistent von Bulatowa.
1996 setzte Fomin seine Studien an der Hochschule für Musik Franz Liszt in Weimar und 1998 – auf Einladung des niederländischen Pianisten und Musikpädagogen Ton Hartsuiker, nachdem Fomin 1996 am Liszt-Klavierwettbewerb in Utrecht teilgenommen hatte – am Conservatorium van Amsterdam bei Jan Wijn fort. Er belegte Meisterkurse bei Karl-Heinz Kämmerling, Lasar Berman, Andrea Bonatta, Bernard Ringeissen, A. Alexandrow und Edith Grosz.
Misha Fomin wurde, nachdem er Preise bei internationalen Klavierwettbewerben gewonnen hatte, zu mehreren Festivals als Gast eingeladen, u. a. in Deutschland (Chopin-Liszt Festival in Leipzig), Frankreich (Festival international de musique de Wissembourg) und Russland (Kammermusik-Festival Naltschik). Neben seinen solistischen Auftritten spielt er auch Kammermusik. Er arbeitete mit dem Atrium String Quartet zusammen und veröffentlichte mit ihm 2013 eine Aufnahme mit dem Klavierquintett op. 57 von Schostakowitsch, die mit einer 10 in der niederländischen Musikzeitschrift Luister ausgezeichnet wurde. Er ist Mitglied des Balakirev Piano Trio (benannt nach Mili Alexejewitsch Balakirew), das er 2015 zusammen mit Anna Gorelova (Cello) und Anton Ilyunin (Violine), beide Mitglieder auch des Atrium String Quartet, gegründet hat.
Fomin gab schon als Jugendlicher zahlreiche Konzerte in Russland. Neben seinen Konzertaktivitäten gibt er Meisterklassen in den Niederlanden und in Russland. Er gab sein Debüt im April 2006 im Großen Saal des Concertgebouw in Amsterdam bei einem Konzert für das Kinderhilfswerk UNICEF, 2009 im Musikverein Wien (Gläserner Saal), 2010 in den Fairfield Halls in Croydon, London, 2010 in der Carnegie Hall in New York (Weill Recital Hall), 2016 in der Sankt Petersburger Philharmonie und 2017 im Konzerthaus Berlin (Kleiner Saal).
Misha Fomin lebt seit 1999 in den Niederlanden, laut dem Musikmagazin Klassieke Zaken in Bilthoven.  Er ist künstlerischer Leiter der Stiftung Beethoven 2027, die sich zum Ziel gesetzt hat, ein breites Publikum auf klassische Musik aufmerksam zu machen. Im Rahmen der Stiftung plant Misha Fomin, bis 2027, dem 200. Todesjahr Beethovens, alle 32 Klaviersonaten einzuspielen.

## Diskographie
- La Campanella; Beethoven: Rondo op. 129 „Die Wut über den verlorenen Groschen“; Chopin: Etüden op. 10, Nr. 3, Nr. 12, Etüden op. 25, Nr. 7; Liszt: Six chants polonais S. 480, Nr. 5 Meine Freuden (aus Chopin op. 74), Trois paraphrases de Concert. Quartetto du troisième acte de Rigoletto de Verdi, Années de pèlerinage. Première année: Suisse. 9. Les cloches de Genève, La Campanella (aus Six Grandes Études de Paganini), Ungarische Rhapsodie Nr. 13; Tschaikowski: Achtzehn Stücke op. 72 Nr. 5 („Méditation“); Debussy: Les sons et les parfums tournent dans l’air du soir; Prokofjew: Zehn Stücke op. 12 Nr. 6 („Légende“); Skrjabin: Etüden op. 8, Nr. 10; Rachmaninow: Études-Tableaux Nr. 6 op. 39; ZW Records 2002[14]
- Pictures at an Exhibition; Ravel: Jeux d’eau; Debussy: Préludes, Deuxième Livre: 5. Bruyères, 7. La terrasse des audiences du clair de lune; Skrjabin: Etüde Opus 2, Nr. 1 Etüden op. 8, Nr. 1, Nr. 2, Nr. 4, Nr. 5, Nr. 11; Mussorgski: Pictures at an Exhibition; ZW Records 2008[15]
- Schostakowitsch: Streichquartette Nr. 9 und 11, Klavierquintett op. 57; Atrium String Quartet; Oclassica 2013[16]
- Mussorgski: Pictures at an Exhibition; Oclassica 2014[17]
- Schubert: Sonatinen D 484, D 385, D 408 und Sonate D 574 für Violine und Klavier, mit Alexei Naumenko; Oclassica 2015[18]
- Clair de Lune; Beethoven: Klaviersonate Nr. 14 op. 27 („Mondscheinsonate“); Chopin: Nocturnes Nr. 2 op. 9, Nr. 2 op. 27; Brahms: Drei Intermezzi op. 117; Debussy: Deux Arabesques L. 66 Nr. 1, Nr. 2, Suite bergamasque L. 75 Nr. 3 „Clair de lune“; Skrjabin: Etüden op. 8, Nr. 8, Etüden op. 42, Nr. 4; Rachmaninow: Études-Tableaux Nr. 7 op. 33, Prélude Nr. 4, Nr. 6 op. 23, Prélude Nr. 12 op. 32; Oclassica 2015[19]
- Chopin: Klaviersonate Nr. 3 op. 58 und Etüden op. 10, Nr. 1–12; Oclassica 2018[20]
- Piano Music by Russian Composers; Mussorgski: Bilder einer Ausstellung; Balakirew: Islamey („orientalische Fantasie“) op. 18; Tschaikowski: Achtzehn Stücke op. 72 Nr. 5 („Méditation“); Skrjabin: Etüde op. 2, Nr. 1, Etüden op. 8, Nr. 1, Nr. 2, Nr. 4, Nr. 5, Nr. 10, Nr. 11; Prokofjew: Zehn Stücke op. 12 Nr. 6 („Légende“); Rachmaninow: Études-Tableaux Nr. 6 op. 39; Oclassica 2018[21]
- Variations on a Theme; Bach-Busoni: Chaconne in d-Moll, Klavier-Transkription des 5. Satzes aus der Partita II für Violine von Bach; Beethoven: Eroica-Variationen op. 35 1–15/Finale; Schumann: Zwölf symphonische Etüden; Balakirew: Islamey („orientalische Fantasie“) op. 18; Oclassica 2019[22]
- Beethoven: Classical Piano Masterworks, Eroica-Variationen op. 35 1–15/Finale, Klaviersonate Nr. 14 op. 27 („Mondscheinsonate“), Rondo op. 129 „Die Wut über den verlorenen Groschen“; mit Michail Mordwinow, Klaviersonate Nr. 2 op. 31; Oclassica 2019[23]
- Beethoven: Klaviersonate Nr. 3 op. 2, Nr. 8 op. 13 („Pathétique“), Nr. 30 op. 109; Oclassica 2020[24]
- Tschaikowski: Die Jahreszeiten, op. 37b; Oclassica, 2020[25]
- Chopin: Nocturnes, Etudes and Ballades, Nocturnes Nr. 2 op. 9, Nr. 2 op. 27; Etüden op. 10, Nr. 1, 3, 10, 12; mit Wladislaw Michaltschuk, Pawel Dombrowski; Oclassica 2020[26]